# Magda von Hattingberg
Magda von Hattingberg (geboren als Magda Richling 12. Oktober 1883 in Wien, Österreich-Ungarn; gestorben 13. Februar 1959 in Gmunden) war eine österreichische Pianistin und Schriftstellerin.

## Leben
Magda Richling war eine Tochter des Rittmeisters Adolf Richling und der Marie Lampl. Sie heiratete 1907 den Staatsbahnrat Walter G. Ritter von Hattingberg (1881–1941). Die Ehe wurde 1918 geschieden. Mit dem Adelsaufhebungsgesetz verloren beide den Anspruch auf den Adelstitel. Hattingberg war in zweiter Ehe mit dem Schriftsteller Hermann Graedener verheiratet.  
Von Hattingberg war eine Klavierschülerin Ferruccio Busonis, den sie 1914 in Berlin mit Rainer Maria Rilke bekannt machte. Rilkes Musikverständnis ist vor allem ihr, die ihm viele Kompositionen auf dem Klavier nahebrachte und von Rilke Benvenuta genannt wurde, zu verdanken.

## Schriften
- Franz Liszts deutsche Sendung. 1938.
- Hugo Wolf. Vom Wesen und Wert des größten Liedschöpfers. 1941.
- Rilke und Benvenuta. 1943.
- Hugo Wolf. 1953.
- Rainer Maria Rilke. Briefwechsel mit Benvenuta. 1954.